# イーグル計画
イーグル計画（EAGLE: Evolutionary Air and Space Global Laser Engagement）はアメリカ空軍が開発した新しい計画である。
この計画はthe Aerospace Relay Mirror System と新しい高高度飛行船の二つを組み合わせたミサイル防衛計画である。
アメリカの領土に着弾する機会を得る前に敵のミサイルを打ち落とすことを主眼に置いた計画であるが、この計画の中にはレーザーを反射できる鏡面で覆われた巨大な飛行船（グッドイヤー飛行船の約25倍の大きさ）を使って地上基地・空中基地・宇宙基地から発射したレーザーで低軌道の衛星や宇宙船も破壊・撃墜する、という計画も含まれている。
2006年、最初の飛行船実験が予定されている。